# حس عام

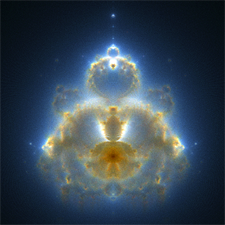

الحس العام هو حسن التقدير والحكمة التي تقوم على المفهوم البسيط للحالة أو الوقائع. فإن «الفطرة السليمة» (في هذا المنظور) تعادل المعرفة والخبرة التي يمتلكها معظم الأفراد بالفطرة أو التي يستخدمها الشخص وهو المصطلح الذي يفترض وجوب فعلهم لذلك من عدمه. يعرفها قاموس كمبردج (Cambridge Dictionary) بأنها المستوى الأساسي للمعرفة العملية والحكم العملي الذي نكون جميعًا في حاجة إليه لمساعدتنا على المعيشة بطريقة معقولة وآمنة".
مهما كان التعريف المستخدم، يصعب تحديد الأصناف المعينة للمعرفة مثل «الفطرة السليمة». قد يختار الفلاسفة تجنب استخدام هذه العبارة في اللغة الفصحى. ولكن لا تزال الفطرة السليمة موضوعًا حيًا في النظرية المعرفية ويستخدم العديد من الفلاسفة المفهوم في إطار واسع أو على الأقل يشيرون إليه. تشمل المفاهيم ذات الصلة كلاً من الحدس والاعتقاد ما قبل النظري واللغة العادية والمشكلات الإطارية والمعتقدات الأساسية والحس الجيد والبديهيات والحكمة والمأثورات الشعبية والفلكلور والرأي العام.
تميل أفكار الفطرة السليمة للارتباط بالأحداث الكامنة في الخبرة البشرية (مثل حسن النية)، ويبدو ذلك متناسبًا مع النطاق البشري. على سبيل المثال، يفتقد البشر إلى الفطرة السليمة المتعلقة بسلوك الكون عند المسافات تحت الذرية [انظر ميكانيكا الكم]، أو السرعات التي يتقارب مستواها من الضوء [انظر النسبية الخاصة]. تظهر الوقائع في كثير من الأحيان كذب الأفكار التي تعتبرها الفطرة السليمة حقيقة. وعلى النقيض من ذلك، تسفر الأفكار المعينة التي تخضع لصياغة التحليل الأكاديمي في كثير من الأحيان عن نتائج فائقة من خلال استخدام الفطرة السليمة[بحاجة لمصدر].

## الأسماء
الحس العام  أو الذوق العام أو  الحَصَافة أو الفهامة أو السليقة أو حسن التصور أو العقل السليم أو الإدراك الفطري أو البَدَاهة أو الحس السليم (بالإنكليزية: common sense) 